# Otto Schedl

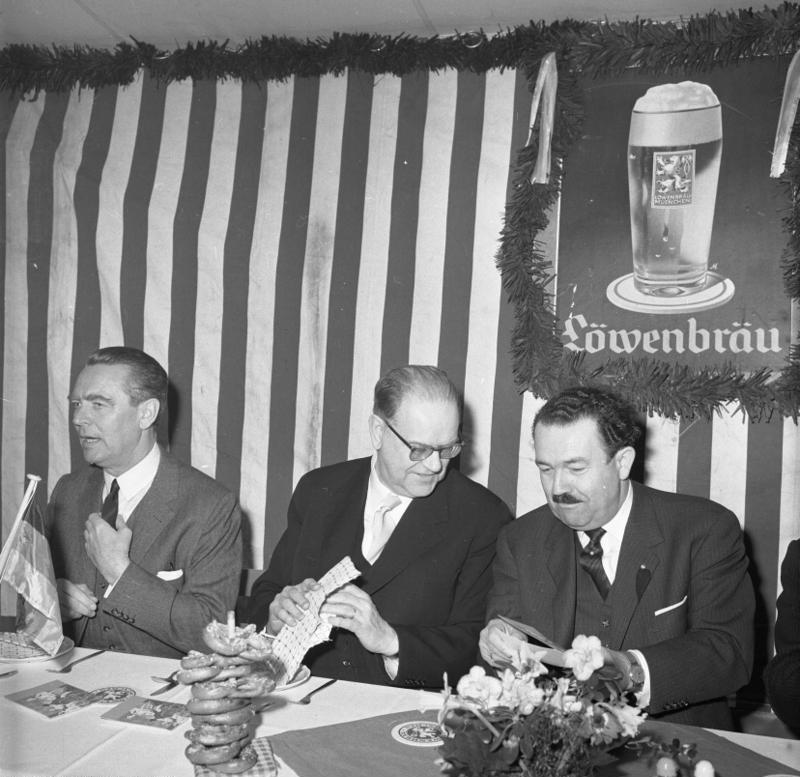
Otto Schedl (rechts) beim Besuch des schwedischen Ministerpräsidenten Tage Erlander in München, 1964

Otto Schedl (* 10. Dezember 1912 in Sinzing bei Regensburg; † 8. Juni 1995 in München) war ein deutscher Politiker der CSU. Er war lange Jahre Wirtschafts- und Finanzminister des Freistaats Bayern.

## Leben
Nach dem Besuch der Oberrealschule studierte Otto Schedl in Würzburg Philosophie, Literatur und Kunstgeschichte. Er wurde aktives Mitglied des K.St.V. Normannia im KV und in weiteren Vereinen des KV. 1941 promovierte er zum Dr. phil. Nach Kriegsdienst und kurzzeitiger Kriegsgefangenschaft widmete sich Schedl der Politik.

## Politik
Schedl trat 1937 in die NSDAP ein und war später eine wichtige Figur beim Aufbau der CSU in Bayern. 1947 war er im Führungstrio der neu gegründeten Jungen Union. 1948 war er kurzzeitig Generalsekretär – damalige Bezeichnung: „Landesgeschäftsführer“ – der Partei. Von 1948 bis 1957 war er Landrat im Kreis Neumarkt in der Oberpfalz. Von 1950 bis 1974 war Schedl Abgeordneter im Bayerischen Landtag. 1957 wurde er bayerischer Staatsminister für Wirtschaft und Verkehr. In dieser Eigenschaft trug er dazu bei, den Strukturwandel im damals noch stark agrarisch geprägten Bayern zu einem leistungsstarken und technologisch fortschrittlich Wirtschaftsstandort herbeizuführen. In seiner Amtszeit wurden oberbayerische Kohlezechen wie Penzberg, Peißenberg und Hausham unter starken Protesten der sozialdemokratischen Opposition geschlossen. Erdöl-Pipelines wurden von den Mittelmeerhäfen Triest, Genua und Marseille nach Bayern geführt und Bayern mit den Standorten Ingolstadt und Burghausen zu einem Schwerpunkt der Petrochemie ausgebaut. Der Freistaat stützte die zeitweise ins Wanken geratene Kfz-Industrie (DKW – Audi, Glas (Automarke) – BMW). Die Bauindustrie erlebte einen großen Aufschwung, die Luftfahrtindustrie wurde gefördert. Schedl galt als der zentrale Weichensteller.
Ab 1970 bis 1972 bei seinem Ausscheiden aus der Staatsregierung war Schedl bayerischer Finanzminister. Von 1969 bis 1972 war er zugleich stellvertretender Ministerpräsident.
In den letzten Lebensjahren beschäftigte er sich zudem mit der Publikation von Büchern und Schriften, vor allem mit Themen im wirtschaftspolitischen Umfeld. 1976 wirkte er als Gründungspräsident des Verbandes für Publizistik und Jugendbildung Epoche e. V., der die rechtskonservative Jugendzeitschrift Epoche herausgibt.
Am 8. Juni 1995 starb Schedl. Seine letzte Ruhestätte befindet sich auf dem Bogenhauser Friedhof in München.

## Auszeichnungen
- 1959: Bayerischer Verdienstorden
- 1968: Ehrenbürger von Ingolstadt
- 1969: Großes Bundesverdienstkreuz mit Stern
- Großes silbernes Ehrenzeichen am Band für Verdienste um die Republik Österreich
- Bayerische Verfassungsmedaille in Gold